# Apellés
Apellés, též psaný Apelles (řecky Ἀπελλῆς, 4. stol. př. n. l.) byl antický malíř, dvorní malíř Alexandra Velikého. Plinius starší, jemuž vděčíme za většinu informací o tomto umělci (Historia naturalis 35.36.79–97), Apella považoval za lepšího malíře než byli jeho předchůdci i následovníci. Z Apellových děl se nic nedochovalo, jsou však známy obrazy, jež by mohly být kopiemi Apellových maleb.

## Přísloví
Právě tomuto malíři je přisuzováno latinské přísloví "Ne sutor supra crepidam", dnes v češtině známe jako "Ševče, drž se svého kopyta!."